# Saint-Maur (comuna suprimida)
Saint-Maur era una comuna francesa situada en el departamento de Indre, de la región de Centro-Valle de Loira, que el uno de enero de 2016 fue suprimida al fusionarse con la comuna de Villers-les-Ormes, y formar la comuna nueva de Saint-Maur.

## Demografía
| Gráfica de evolución demográfica de Saint-Maur entre 1800 y 2013 |
|                                                                  |

Los datos demográficos contemplados en este gráfico de la comuna de Saint-Maur se han cogido de 1800 a 1999de la página francesa EHESS/Cassini, y los demás datos de la página del INSEE.